# ألاصونية
ألاصونية أو ألاصونيا (باليونانية: Ελασσώνα)، بلدة يونانية ومركز لبلدية تقع في وسط البلاد ضمن مقاطعة لاريسا التي تتبع إدارياً لإقليم ثيساليا الإداري.

## الموقع والسكان
تقع البلدة على ارتفاع (300) متر عن مستوى سطح البحر على أقدام جبال كاتو أوليمبوس (جبال الأولمب الدنيا)، والتي تصل ارتفاع أعلى قممها إلى (1418) م.، وهي لا تبعد كثيراً عن جبل الـأولمب أعلى جبال اليونان وأكثرها ارتباطاً بـالميثولوجيا الإغريقية، يمر بها نهر تيتاريسيوس والذي يلتقي ضمن البلدة مع نهر إلاسونيتيس الصغير.
تبعد ألاصونية مسافة (37) كم عن لاريسا عاصمة المقاطعة، ومسافة (382) كم عن أثينا عاصمة البلاد. تقع البلدة على الطريق الوطني E-65/GR-3 والذي يربط بين لاميا، فارسالا، لاريسا، تيرنافوس، ألاصونية، بتوليمايذا وَفلورينا ويستمر حتى الحدود مع جمهورية مقدونيا.
يبلغ عدد سكان البلدة وحدها حوالي (7,300) نسمة، بينما يبلغ عدد سكان بلدية ألاصونية ككل (14,500) نسمة (التعداد السكاني لعام 2001)، وبالتالي تكون رابع أكبر بلدة في مقاطعة لاريسا بعد لاريسا، تيرنافوس، وَفارسالا.

## التسمية والتاريخ
يعود تاريخ المدينة لـعصر البرونز، وقد ذكرها هومير في رواياته الملحمية على أنها أولووسون البيضاء (Lefkon Oloöson)، وقد أخذت هذا اللقب القديم بسبب الصخور البيضاء الكلسية الموجودة في الجوار. سكنتها بعض القبائل الـهيلينية ولكن أهميتها بدأت بالتراجع منذ القرن الخامس قبل الميلاد.
أعيد بناء البلدة خلال الفترة الـبيزنطية وأصبح لها حصن، وأسوار دفاعية، وبني في تلك الفترة الجسر الذي يربط بين ضفتي نهر إلاسونيتيس. خلال الفترة الـعثمانية أصبحت من أملاك القائد التركي طوراخان (Tourakhan) الذي جعل بلدة تيرنافوس معقلاً له، وأخلى ألاصونية من سكانها اليونانيين وجعلها بلدة تركية صرفة.
حدثت فيها أول ثورة على الأتراك عام (1878) م. انضمت البلدة إلى الدولة اليونانية الحديثة بعد دخول الجيش اليوناني لها في 6 تشرين الأول/أكتوبر عام (1912) م. وبعد عام (1923) قدم إليها العديد من المهجرين اليونانيين من آسيا الصغرى وخاصة من المنطقة المحيطة بـسميرنا، في نفس الوقت الذي تم فيه طرد وتهجير كل الأتراك القاطنين في البلدة، وهدم كل مساجدهم الخمسة (تطبيقاً لاتفاقية لوزان عام 1922).

## المعالم الأساسية
تقسم البلدة إلى قسمين البلدة القديمة والتي تسمى فاروسي (Varosi) وتقع على الضفة اليسرى لنهر إلاسونيتيس والجديدة والتي تقع على الضفة اليمنى لهذا النهر. يرتبط جزءا البلدة عبر ثلاثة جسور أحدها يعود للفترة البيزنطية والذي يمى جسر توكسوتو (Toxoto) وهو يعتبر من أهم معالم البلدة من تلك الفترة.

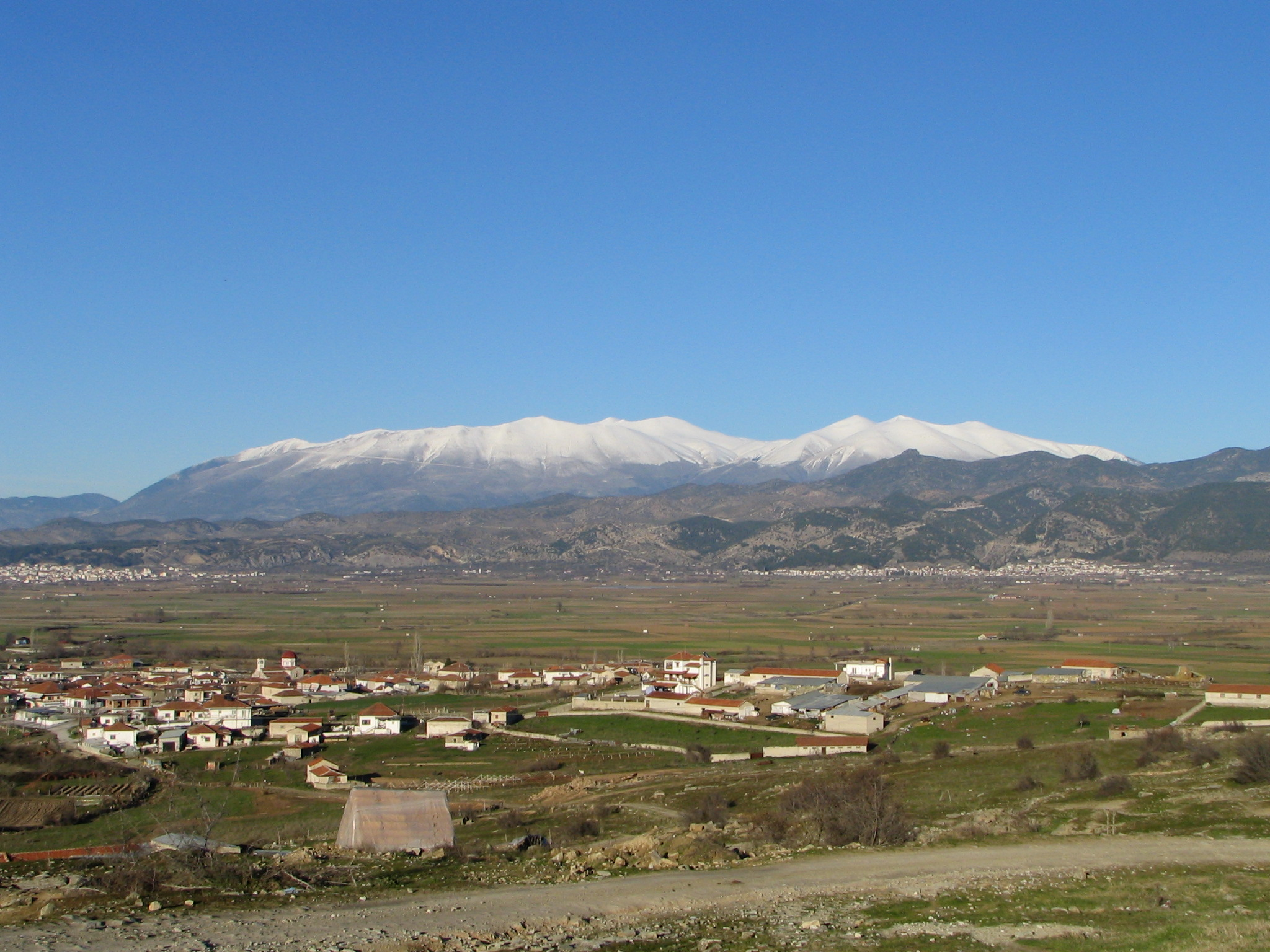
جبل الأولمب كما يبدو من المنطقة المحيطة بالبلدة

ومن المعالم المهمة أيضاً دير (باناغيا أوليمبيوتيسا) (Panaghia Olympiotissa) والذي يعود تاريخ بناءه للـقرن الثالث عشر ويعتبر الباب الخشبي الذي يعود لعام (1296) م. واللوحات الجدارية من أقدم معالم الدير، وهو يقع على تلة مرتفعة بجانب البلدة والجسر القديم.
يوجد في البلدة متحف واحد هو متحف التاريخ الطبيعي.

## متفرقات
- تعتبر ألاصونية مركزاً من مراكز رياضة المشي في الطبيعة وتسلق الجبال، وقاعدة للانطلاق نحو جبل الأولمب
- أهم نادي رياضي في المدينة هو إينوسي إلاسوناس.
- تشكل ألاصونية مركزاً لمنطقة أوسع من تجمع عدة بلديات في شمال مقاطعة لاريسا يطلق عليها تسمية قضاء ألاصونية.

## وصلات خارجية
- موقع المدينة الرسمي